# Чижов Юрій Миколайович
Ю́рій Микола́йович Чижо́в (нар. 30 грудня 1983 — пом. 28 серпня 2014) — солдат Збройних сил України, учасник російсько-української війни.

## Короткий життєпис
Народився 1983 року в селі Воронівка (Вознесенський район, Миколаївська область); закінчив воронівську ЗОШ. Одружився; з дружиною виховували дітей.
В часі війни — гранатометник 1-ї штурмової роти 42-го батальйону територіальної оборони ЗС України Кіровоградської області «Рух Опору».
Загинув 28 серпня 2014 р. внаслідок обстрілу російських військ, на південній околиці с. Новокатеринівка, Старобешівський район, Донецька область, намагаючись доставити боєприпаси оточеним українським військовим в Іловайську. Разом з Юрієм загинув солдат М. Гуменюк.
3 вересня 2014-го тіло Юрія Чижова разом з тілами 96 інших загиблих Іловайському котлі привезено до дніпропетровського моргу.
Похований у селі Воронівка.
Без Юрія лишились мама — працівник сільської школи, дружина, два сини, брат Олександр — повернувся з фронту.

## Нагороди і вщанування
За особисту мужність і героїзм, виявлені у захисті державного суверенітету та територіальної цілісності України, вірність військовій присязі під час російсько-української війни, відзначений — нагороджений:
- 17 липня 2015 року — орденом «За мужність» III ступеня (посмертно).[1]
- Іловайський Хрест (посмертно)
- Його портрет розміщений на меморіалі «Стіна пам'яті полеглих за Україну» у Києві: секція 3, ряд 4, місце 24
- Вшановується 29 серпня на щоденному ранковому церемоніалі вшанування українських захисників, які загинули цього дня у різні роки внаслідок російської збройної агресії[2]
- На його честь у Воронівській ЗОШ встановлено меморіальну дошку.[3]